# Швейцария на летних Олимпийских играх 1936
Швейцария принимала участие в Летних Олимпийских играх 1936 года в Берлине (Германия) в десятый раз за свою историю, и завоевала пять бронзовых, одну золотую и девять серебряных медалей. Сборная страны состояла из 190 спортсменов (184 мужчины, 6 женщин) — самое большое количество швейцарских атлетов, представленных на олимпиадах.

## Медалисты
| Медаль  | Спортсмен                                                                                             | Вид спорта            | Дисциплина                               |
| ------- | --- | --------------------- | ---------------------------------------- |
| Золото  | Жорж Мие                                                                                              | Спортивная гимнастика | Мужчины, вольные упражнения              |
| Серебро | Ойген Мак                                                                                             | Спортивная гимнастика | Мужчины, абсолютное первенство           |
| Серебро | Вальтер Бах Альберт Бахман Вальтер Бек Ойген Мак Жорж Мие Михаэль Ройш Эдуард Штайнеман Йозеф Вальтер | Спортивная гимнастика | Мужчины, командное первенство            |
| Серебро | Йозеф Вальтер                                                                                         | Спортивная гимнастика | Мужчины, вольные упражнения              |
| Серебро | Михаэль Ройш                                                                                          | Спортивная гимнастика | Мужчины, брусья                          |
| Серебро | Ойген Мак                                                                                             | Спортивная гимнастика | Мужчины, конь                            |
| Серебро | Ойген Мак                                                                                             | Спортивная гимнастика | Мужчины, опорный прыжок                  |
| Серебро | Артур Шваб                                                                                            | Лёгкая атлетика       | Мужчины, ходьба 50 км                    |
| Серебро | Эдгар Бухвальдер Эрнст Нифергельт Курт Отт                                                            | Велоспорт             | Мужчины, командная гонка по шоссе        |
| Серебро | Херман Бечарт Ханс Хомбергер Алекс Хомбергер Карл Шмид Рольф Шпринг                                   | Академическая гребля  | Мужчины, четвёрки распашные с рулевым    |
| Бронза  | Ойген Мак                                                                                             | Спортивная гимнастика | Мужчины, вольные упражнения              |
| Бронза  | Альберт Бахман                                                                                        | Спортивная гимнастика | Мужчины, конь                            |
| Бронза  | Эрнст Нифергельт                                                                                      | Велоспорт             | Мужчины, групповая гонка по шоссе        |
| Бронза  | Херман Бечарт Ханс Хомбергер Алекс Хомбергер Карл Шмид                                                | Академическая гребля  | Мужчины, четвёрки распашные без рулевого |
| Бронза  | Команда                                                                                               | Гандбол               | Мужчины                                  |

## Результаты соревнований

### Академическая гребля
Соревнования в академической гребле на Играх 1936 года проходили с 11 по 14 августа. В следующий раунд из каждого заезда проходили несколько лучших экипажей (в зависимости от раунда и дисциплины). В финал выходили 6 сильнейших экипажей.
Мужчины
| Соревнование | Спортсмены                    | Предварительный заезд | Предварительный заезд | Предварительный заезд | Отборочный заезд | Отборочный заезд | Отборочный заезд | Полуфинал     | Полуфинал     | Полуфинал     | Финал  | Финал |
| Соревнование | Спортсмены                    | Заезд                 | Время                 | Место                 | Заезд            | Время            | Место            | Заезд         | Время         | Место         | Время  | Место |
| ------------ | ----------------------------- | --------------------- | --------------------- | --------------------- | ---------------- | ---------------- | ---------------- | ------------- | ------------- | ------------- | ------ | ----- |
| одиночки     | Эрнст Руфли                   | 3                     | 7:19,0                | 1 Q                   | не участвовал    | не участвовал    | не участвовал    | 2             | 7:46,9        | 1 Q           | 8:38,9 | 5     |
| двойки       | Вильхельм Клопфер Карл Мюллер | 1                     | 7:33,7                | 2                     | 2                | 8:57,4           | 1 Q              | не проводится | не проводится | не проводится | 8:33,0 | 5     |